# Guvernul Nicolae Iorga
Guvernul Nicolae Iorga a fost un consiliu de miniștri care a guvernat România în perioada 18 aprilie 1931 - 5 iunie 1932.

## Componența:
- Președintele Consiliului de Miniștri

Nicolae Iorga (18 aprilie 1931 - 5 iunie 1932)
- Ministru de interne

ad-int. Nicolae Iorga (18 aprilie - 7 mai 1931)
ad-int. Constantin Argetoianu (7 mai 1931 - 5 iunie 1932)
- Ministrul de externe

ad-int. Constantin Argetoianu (18 - 27 aprilie 1931)
Dimitrie I. Ghica (27 aprilie 1931 - 5 iunie 1932)
- Ministrul finanțelor

Constantin Argetoianu (18 aprilie 1931 - 5 iunie 1932)
- Ministrul justiției

Constantin Hamangiu (18 aprilie 1931 - 7 ianuarie 1932)
ad-int. Victor Vâlcovici (7 - 9 ianuarie 1932)
Valeriu Pop (9 ianuarie - 5 iunie 1932)
- Ministrul instrucțiunii publice, cultelor și artelor

Nicolae Iorga (18 aprilie 1931 - 5 iunie 1932)
- Ministrul armatei

General Constantin Ștefănescu-Amza (18 aprilie 1931 - 5 iunie 1932)
- Ministrul agriculturii și domeniilor

Gheorghe Ionescu-Sisești (18 aprilie 1931 - 5 iunie 1932)
- Ministrul industriei și comerțului

Mihail Manoilescu (18 aprilie - 14 iulie 1931)
Nicolae Vasilescu-Karpen (14 iulie 1931 - 12 ianuarie 1932)
Gheorghe Tașcă (12 ianuarie - 5 iunie 1932)
- Ministrul muncii, sănătății și ocrotirii sociale

Dr. Ioan Cantacuzino (18 aprilie 1931 - 5 iunie 1932)
- Ministrul lucrărilor publice și comunicațiilor

Victor Vâlcovici (18 aprilie 1931 - 5 iunie 1932)
- Ministru de stat

Iuliu Hațieganu (29 aprilie - 14 iulie 1931)
Valeriu Pop (14 iulie 1931 - 9 ianuarie 1932)
Vladimir Cristi (16 ianuarie - 5 iunie 1932)
- Ministru de stat

General Ioan Rășcanu (22 iunie 1931 - 5 iunie 1932)

## Sursa
- Stelian Neagoe - "Istoria guvernelor României de la începuturi - 1859 până în zilele noastre - 1995" (Ed. Machiavelli, București, 1995)

| Precedat(ă) de: Guvernul George G. Mironescu (2) | Guvernul Nicolae Iorga 18 aprilie 1931 - 5 iunie 1932 | Succedat(ă) de: Guvernul Alexandru Vaida-Voievod (2) |